# Ministero degli affari esteri (Serbia)
Il Ministero degli affari esteri (in serbo Министарство спољних послова?, Ministarstvo spoljnih poslova) è un dicastero del governo della Serbia responsabile degli affari consolari e delle relazioni estere della Serbia.
L'attuale ministro è Marko Đurić, in carica dal 2 maggio 2024.

## Lista dei ministri
| N° | Ministro            | Mandato                           | Partito |
| -- | ------------------- | --------------------------------- | ------- |
| 1° | Branko Mikašinović  | 15 febbraio 1991 - 31 luglio 1991 | Ind.    |
| 2° | Vladislav Jovanović | 31 Luglio 1991- 4 marzo 1993      | PS      |
| 3° | Vuk Drašković       | 4 giugno 2006 - 15 maggio 2007    | MDR     |
| 4° | Vuk Jeremić         | 15 maggio 2007 - 27 luglio 2012   | PD      |
| 5° | Ivan Mrkić          | 27 luglio 2012 - 27 aprile 2014   | Ind.    |
| 6° | Ivica Dačić         | 27 aprile 2014 - 28 ottobre 2020  | PS      |
| 7° | Nikola Selaković    | 28 Ottobre 2020-in carica         | PPS     |